# Qalamoun
Jabal Qalamūn är en bergskedja i Syrien. Den ligger i provinsen Rif Dimashq, i den sydvästra delen av landet, 30 kilometer norr om huvudstaden Damaskus.
Trakten runt Jabal Qalamūn är ofruktbar med lite eller ingen växtlighet. Runt Jabal Qalamūn är det ganska tätbefolkat, med 75 invånare per kvadratkilometer.